# Душко Бећаревић
Душко Бећаревић (Добој, 3. август 1984) српски је фудбалски играч средине терена који је играо за ФК Слога из Српца, КМФ Добој, МНК Орлић Сарајево, као и за Репрезентацију Босне и Херцеговине у футсалу. Фудбалску каријеру је почео у омладинским селекцијама ФК Жељезничара из Добоја па потом је прешао у Слогу из Добоја.